# Metod hidrauličke analogije
Metod elektronične hidrauličke analogije (koji se često naziva teorijom odvodne cevi Olivera Hevisajda) je najšire korišćena analogija za elektronski fluid u metalnom provodniku. Pošto je električna struja nevidljiva i procesi u elektronici se teško demonstriraju različite elektronične komponente su prikazane hidrauličkim ekvivalentima. Elektricitet (kao i toplota) su u početku smatrani vrstom fluida a imena pojedinih električnih veličina kao što je struja, su izvedena iz hidrauličnih ekvivalenata kao i sve analogije i ova zahteva intuitivno i stručno poznavanje osnovnih paradigmi (elektronike i hidraulike).

## Osnovne ideje
Postoje dve osnovne ideje:
- Verzija sa pritiskom izazvanim gravitacijom. Veliki bazen sa vodom se postavi visoko ili se puni do različitih nivoa vode i potencijalna energija glavnice vode je izvor pritiska. Ovo podseća na električne dijagrame sa podignutom strelicom koja pokazuje na +V, uzemljene pinove koji se inače ne pokazuju povezani sa bilo čim, itd.
- Potpuno zatvorena verzija sa pumpama koje daju samo pritisak ali ne i gravitaciju. Ovo podseća na dijagram kola sa prikazanim izvorom napona a žice upotpunjuju kolo.

Primene:
Promenjive proteka i pritiska mogu biti izračunate u mreži protoka fluida upotrebom metoda hidrauličke Omove analogije.
Metod se može primeniti u situacijama stabilnog i promenjivog toka.

## Ekvivalenti komponenti
ŽiceRelativno široka cev u potpunosti ispunjena vodom je ekvivalent komadu žice. Da bi se uporedila sa žicom cev treba da ima polutrajne zatvarače na krajevima. Spajanjem jednog kraja žice sa kolom je ekvivalentno nasilnom otvaranju jednog dela cevi i spajanju sa drugom cevi. Uz nekoliko izuzetaka (kao što je visoko naponski izvor struje), žica sa samo jednim krajem pričvršćenim za kolo neće ništa uraditi; cev ostaje zatovorena na slobodnom kraju i prema tome ništa ne dodaje na kolo.
Električni potencijalUopšteno govoreći to je ekvivalent hidrauličnom udaru. U ovom tekstu uzeto je da voda teče horizontalno pa je sila gravitacije zanemarljiva, a električni potecijal je ekvivalentan pritisku.
NaponTakođe nazvan i pad napona ili razlika potencijala. Razlika u pritisku između dve tačke. Najčešće se meri u voltima.
NaelektrisanjeEkvivalent je količini vode.
StrujaEkvivalent je hidrauličkom volumetrijskom protoku što je zapremina vode koja protiče po jedinici vremena. Najčešće se meri u amperima.
Idealan izvor napona, ili idealna baterijaDinamička pumpa sa kontrolom povratne veze. Aparat za merenje pritiska na obe strane pokazuje da bez obzira na to što se proizvodi struja ova vrsta pumpe proizvodi i konstantnu razliku u pritisku. Ako se jedan terminal drži fiksiran za zemlju, druga analogija je velika količina vode na velikoj visini, dovoljno velika količina vode da istekla voda ne utiče na nivo preostale vode.
Idealan izvor strujeA Pumpa sa stalnim dotokom. Aparat za merenje struje (mali točak sa lopaticom) pokazuje da kada se ova vrsta pumpe dovede do konstantne brzine, ona održava konstantnu brzinu točka sa lopaticom.
OtpornikSuženje prolaza u cevi zahteva više pritiska da bi prošla ista količina vode. Sve cevi imaju neki otpor prema toku, baš kao što i sve žice imaju neki otpor na struju. 
KondenzatorPosuda sa jednom vezom sa svake strane i gumenom preprekom koja deli jednu posudu po dužini na dve (a hidraulički akumulator). Kada se voda pusti u jednu cev, jednaka količina vode se istovremeno ispušta iz druge cevi ali voda ne prolazi kroz gumenu barijeru. Energija se čuva istezanjem gume. Što više struje teče “kroz“ kondenzator povratni pritisak (napon) postaje veći, tako struja dovodi napon u kondenzator. Kako se povratni pritisak iz istegljene gume približava primenjenom pritisku struja se smanjuje. Na ovaj način kondenzatori filtriraju konstantne razlike pritiska i sporo promenjive, nisko frekventne razlike u pritisku dok istovremeno dozvoljavaju brze promene pritiska da prođu. Treba obratiti pažnju da će uređaj o kojem je reč proći kroz sve promene pritiska podjednako dobro bez obzira na nivo promene baš kao električni kondenzator. Bilo koji uređaj u nizu mora da se pridržava (električni) prvog Kirhofovog zakona ili njegovog hidrauličkog ekvivalenta. U odnosu na filterski rad, bolja i preciznija analogija je hidraulički akumulator “posuda pod pritiskom“ kako je opisano ali sa zatvorenim, vazdušnim mehurom pod pritiskom i samo jednom vezom sa vodom. Takvi akumulatori se često koriste u hidrauličkim energetskim sistemima u svrhu izbacivanja uspona i padova pritiska zbog otvaranja i zatvaranja ventila.
InduktorMasivan točak sa lopaticama koji se postavlja u protok. Masa točka i veličina lopatica ograničavaju sposobnost vode da brzo menja nivo protoka (struja) kroz točak zbog efekta inercije ali posle nekog vremena konstantan tok će neometano proći u najvećem delu kroz točak pošto se on okreće istom brzinom kojom teče voda. Masa i površina oblasti točka i njegovih lopatica su analogne induktivnosti, a trenje između osovine i nosača osovine odgovara otporu koji prati bilo koji induktor koji nije superprovodljiv.
Alternativni model induktora je jednostavno duga cev koja se može uviti u spiralu radi lakše upotrebe. Uređaj za inerciju fluida se koristi u praksi kao osnovna komponenta hidrauličnog ovna. Inercija protoka vode kroz cev proizvodi efekat indukcije. Induktori filtriraju brze promene toka ali dozvoljavaju protok spore varijacije struje. Prepreka koju predstavljaju zidovi cevi je delimično analogna parazitskom otporu.
U oba modela razlika u pritisku (napon) u celom aparatu mora da bude prisutna pre nego što struja počne da teče, prema tome induktori napona „vode“ struju. Kako se struja povećava približavajući se granici postavljenoj od strane njenog sopstvenog unutrašnjeg trenja i granici struje koju može da dā ostatak kola pritisak pada svuda u aparatu.
DiodaEkvivalent je jednosmernom ventilu sa blago propustljivom osnovom. Kao i kod diode male razlike u pritisku su potrebne pre nego što se ventil otvori. I nalik diodi previše obrnuto polarizovan može da ošteti ili uništi ventil.
TranzistorVentil u kojem prepreka koju kontroliše nisko naponski signal (ili konstantna struja za BJT ili konstantni pritisak za FET) pokreće klip koji utiče na struju koja prolazi kroz drugi deo cevi.
CMOSA combination of two MOSFET transistors. As the input pressure changes, the pistons allow the output to connect to either zero or positive pressure.
PompornikVentil u obliku igle kojim upravlja merač protoka. Kako voda prođe u smeru ka napred, ventil u obliku igle više ograničava protoke, kako voda protiče u suprotnom smeru, ventil u obliku igle se više otvara stvarajući manji otpor.
- Nalik jednosmernom nepovratnom ventilu, dioda blokira protok struje koja ide u pogrešnom smeru. Struja koja teče u pravom smeru prolazi skoro nepromenjena.
- Jednostavno A/C kolo koje se sastoji od oscilatorne pumpe, diodskog ventila i kondenzatorske posude. Bilo koji motor se može ovde koristiti da pokreće pumpu dokle god oscilira.

## Glavni ekvivalenti
EM brzina talasa (brzina širenja)Brzina zvuka u vodi kada se podigne prekidač za svetlo električni talasi putuju veoma brzo kroz žice.
Brzina protoka naelektrisanja (brzina kretanja)Brzina čestica vode. Pokretno naelektrisanje se kreće poprilično sporo.
DCStalni protok vode u kolu cevi
Nisko frekventna ACVoda oscilira napred-nazad u cevi
Visoko frekventni AC i transmisione linijesZvuk se prenosi kroz cevi sa vodom. Treba biti svestan da ovo ne oslikava u potpunosti ciklični obrt naizmenične električne struje.
Kako je opisano protok fluida prenosi fluktuacije pritiska ali fluidi se ne obrću u hidrauličnim sistemima, što gore pomenuta niskofrekventnost ne opisuje precizno.
Bolji koncept (ako su fenomen zvučni talasi) je direktna struja sa nadograđenim niskofrekventnim „talasom“.
Pobudna varnicaKoristi se u induktivnim kalemovima, slična je vodenom udaru izaziva je inercija vode.
Pogledati takođe Bond graph.

## Primeri jednačina
Neki primeri ekvivalentnih električnih i hidrauličnih jednačina:
| type           | Hidraulika                                                                                               | Elektricitet                                       | termalni                                                  | Mehanički                                 |
| -------------- | --- | -------------------------------------------------- | --------------------------------------------------------- | ----------------------------------------- |
| količina       | Zapremina {\displaystyle V} [m³]                                                                         | Naelektrisanje {\displaystyle q} [C]               | Toplota {\displaystyle Q} [J]                             | Impuls {\displaystyle P} [Ns]             |
| Potencijal     | Pritisak {\displaystyle p} [Pa=J/m³]                                                                     | Potencijal {\displaystyle \phi } [V=J/C]           | Temperatura {\displaystyle T} [K=J/{\displaystyle k_{B}}] | Brzina {\displaystyle v} [m/s]            |
| fluks          | Volumetric flow rate {\displaystyle \Phi _{V}} [m³/s]                                                    | Električna struja {\displaystyle I} [A=C/s]        | Prenos toplote {\displaystyle {\dot {Q}}} [J/s]           | Sila {\displaystyle F} [N]                |
| inudkcija      | Brzina {\displaystyle v} [m/s]                                                                           | Gustina struje {\displaystyle j} [C/(m²·s) = A/m²] | Toplotni fluks {\displaystyle {\dot {Q}}''} [W/m²]        | Napon {\displaystyle \sigma } [N/m² = Pa] |
| linearni model | Poiseuilоv zakon {\displaystyle \Phi _{V}={\frac {\pi r^{4}}{8\eta }}{\frac {\Delta p^{\star }}{\ell }}} | Omov zakon {\displaystyle j=-\sigma \nabla \phi }  | Kondukcija {\displaystyle {\dot {Q}}''=\kappa \nabla T}   | Dashpot {\displaystyle \sigma =c\Delta v} |

Ako diferencijalne jednačine imaju isti oblik, odgovor će biti sličan.

## Granice analogije
Ako se predaleko odvede vodena analogija može da dovede do pogrešnih zaključaka. Da bi bila korisna moramo da budemo svesni oblasti gde se elektricitet i voda ponašaju veoma različito.
Polja (Maksvelove jednačine, indukcija)Elektroni mogu da poguraju ili privuku druge udaljene elektrone putem njihovih polja dok molekuli vode trpe sile samo uz direktni kontakt sa drugim molekulima. Zbog ovoga talasi u vodi putuju brzinom zvuka ali talasi u moru elektriciteta će putovati mnogo brže pošto sile jednog elektrona utiču na mnoge udaljene elektrone a ne samo na susedne sa kojima su u direktnom kontaktu. U hidrauličkoj transmisionoj liniji energija teče kao mehanički talasi kroz vodu, ali u električnoj transmisionoj liniji energija teče kao polja u prostoru koji okružuje žice i ne teče u metalu. Takođe, ubrzanje elektrona povućiće njegove susede dok ih privlači i to zbog magnetskih sila.
NaelektrisanjeZa razliku od vode, pokretni nosioci naelektrisanja mogu biti pozitivni ili negativni. Pokretni nosioci u električnim strujama su najčešće elektroni ali ponekad su oni pozitivno naelektrisani kao što su H+ joni u protonskim provodnicima ili rupama u poluprovodnicima ρ- tipa i nekim (veoma retko) provodnicima.
Protočne ceviElektrično naelektrisanje električnog kola i njegovih elemenata je najčešće, skoro uvek nula, prema tome ono je (skoro) konstantno. Ovo je formalizovano u prvom Kirhofovom zakonu koji nema analogiju u hidrauličnim sistemima gde količina vode najčešće nije konstantna. Čak i uz stišljivu tečnost sistem može da sadrži takve elemente kao što su pokretni klipovi i otvoreni bazeni tako da zapremina tečnosti koja se nalazi u delu sistema može da se menja. Zbog ovoga kontinualne električne struje zahtevaju zatvorene petlje a ne hidrauličke otvorene izvore/rezervoare koje liče na slavine i kofe.
Džejms Tarber govorio je o svojoj baki sa majčine strane na ovaj način:
Prirodno je došla do svojih zbunjujućih i neutemeljenih strahova jer je njena majka proživela poslednje godine svog života u užasnoj sumnji da je struja nevidljivo kapala svuda po kući. - Moj život i teška vremena  (1933). 
Brzina fluida i otpor metalaKao i kod creva za vodu, brzina kretanja nosioca u provodnicima je direktno proporcionalna struji. Međutim voda je izložena povlačenju samo kroz unutrašnju površinu cevi, dok je naelektrisanje usporeno u svim tačkama unutar metala. Takođe tipična brzina nosioca naelektrisanja u okviru provodnika je manje od santimetra po minutu i “električno trenje“ je izuzetno visoko. Ako bi naelektriasanje ikada proticalo ovako brzo koliko voda može da teče kroz cevi, električna struja bi postala ogromna i provodnici bi postali užareni do tačke paljenja i možda bi isparili. Da bi se napravio model otpora i brzine naelektrisanja u metalima možda bi cev ispunjena sunđerom ili slamčica ispunjena sirupom bile bolja analogija od cevi za vodu velikog prečnika. Otpor u većini električnih provodnika je linearna funkcija: kako se struja povećava pad napona se povećava proporcionalno (Omov zakon). Otpor tečnosti u cevima nije linearan sa zapreminom već varira kao kvadrat volumetrijskog protoka (videti Darsi-Vajbahovu jednačinu).
Kvantna mehanikaProvodnici i izolatori sadrže naelektrisanje na više od jednog celog nivoa orbitalne energije atoma dok voda u jednom delu cevi može da ima samo jednu vrednost pritiska. Zbog toga nema hidrauličkog objašnjenja za stvari kao što je sposobnost baterije da pumpa naelektrisanje, pad napona diode, funkcije solarnih ćelija, Peltijerov efekat, itd, međutim, mogu se napraviti ekvivalentni uređaji koji daju slične odgovore, mada neki od mehanizama bi samo služili za regulaciju krivih protoka pre nego što bi doprineli primarnoj funkciji komponente.
Da bi postojala korist čitalac ili student mora da ima primetno znanje o modelu (hidraulici) sistemskih principa. Takođe je potrebno da postoji mogućnost da se ti principi transformišu u ciljni (električni) sistem. Hidraulički sistemi su varljivo jednostavni: fenomen kavitacije pumpe je poznat složen problem koji, malo ljudi van industrije prerade fluida i irigacije mogu da razumeju. Za one koji razumeju, analogija je zanimljiva, pošto ne postoji ekvivalent kavitacije u električnom inžinjeringu. Hidraulička analogija može da oda pogrešan utisak jasnoće koja će biti otkrivena kad se dobije deteljan opis teorije električnih kola.
Moraju se uzeti u obzir teškoće u pokušajima da analogija uspe. Gore pomenuto “električno trenje“ u primeru gde je hidraulični analog cev napunjena sunđerom ilustruje problem. Model mora biti složeniji izvan svakog realnog scenarija.

## Spoljašnje veze

### Dobra analogija
- Hyperphysics
- Hyperphysics 2 — Doesn't have the reservoir.
- With animations! — The paddle behaves like a resistor if the paddle itself is massless and has friction, and like an inductor if it is frictionless and has mass. Also has equivalent equations.
- Ohm's law
- Capacitor analogy
- Newsgroup thread with lots of good analogies and a few bad ones[мртва веза]

### Prihvatljiva analogija
- Understanding Electricity — an analogy with water
- Water analogy to transistors Slightly better version would be something like an exhaust gas recirculation (EGR) valve
- Basic circuit theory Архивирано на веб-сајту  (16. јануар 2014)
- Measuring electricity
- Plumbing analogy
- Animation